# Clutch (Band)
Clutch ist eine US-amerikanische Rockband, die zu Beginn der 1990er Jahre in Germantown, Maryland gegründet wurde. Beim Namen stand die Gruppe Prong Pate, deren Name kurz und heftig wie in der Comicsprache klingt. Bei der Musik legt sich die Band nicht eindeutig fest; sie begann mit Hardcore, war später dem Stoner Rock zuzuordnen und entwickelte sich bis 2013 zum Bluesrock.

## Geschichte

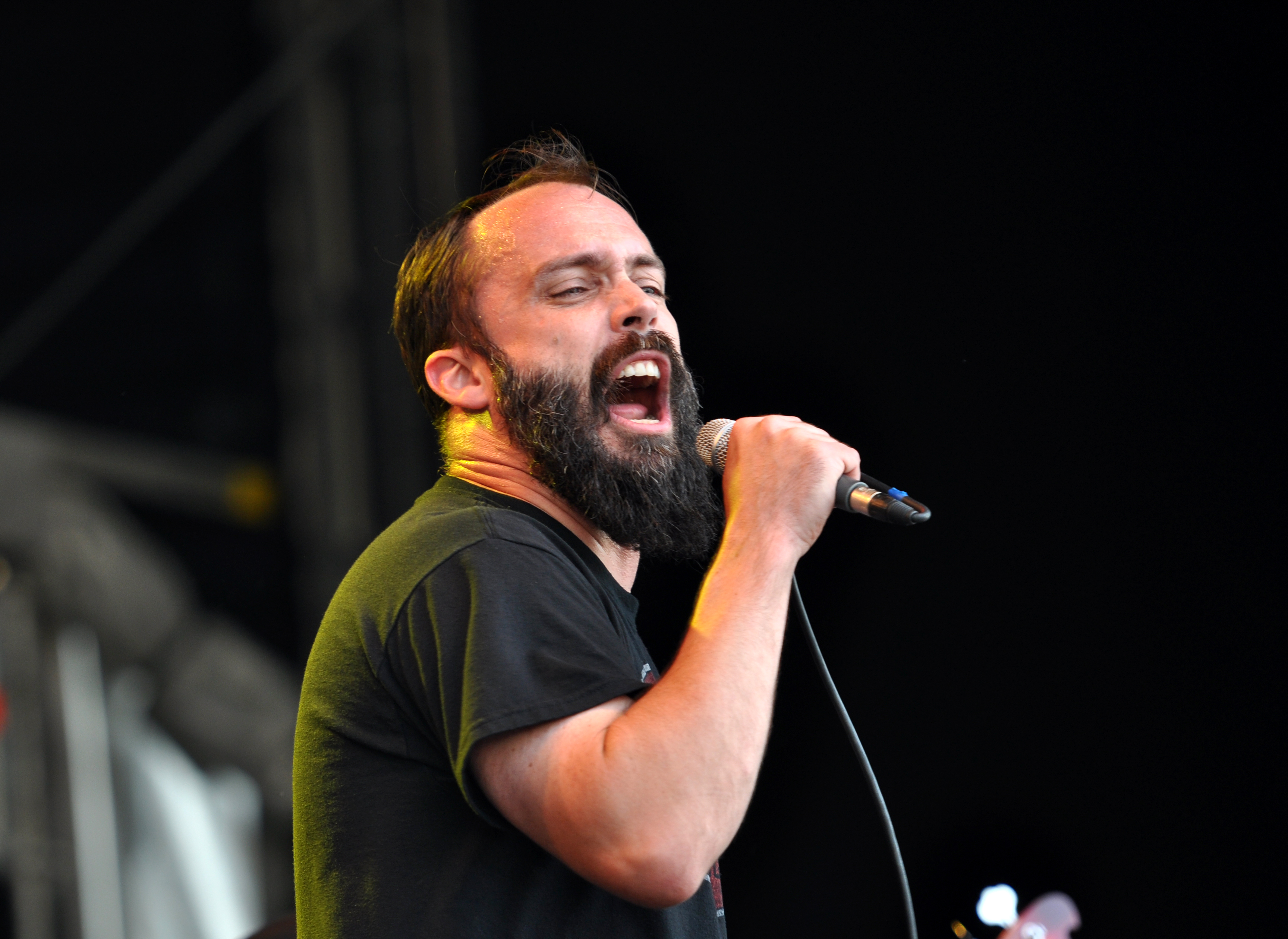
Neil Fallon
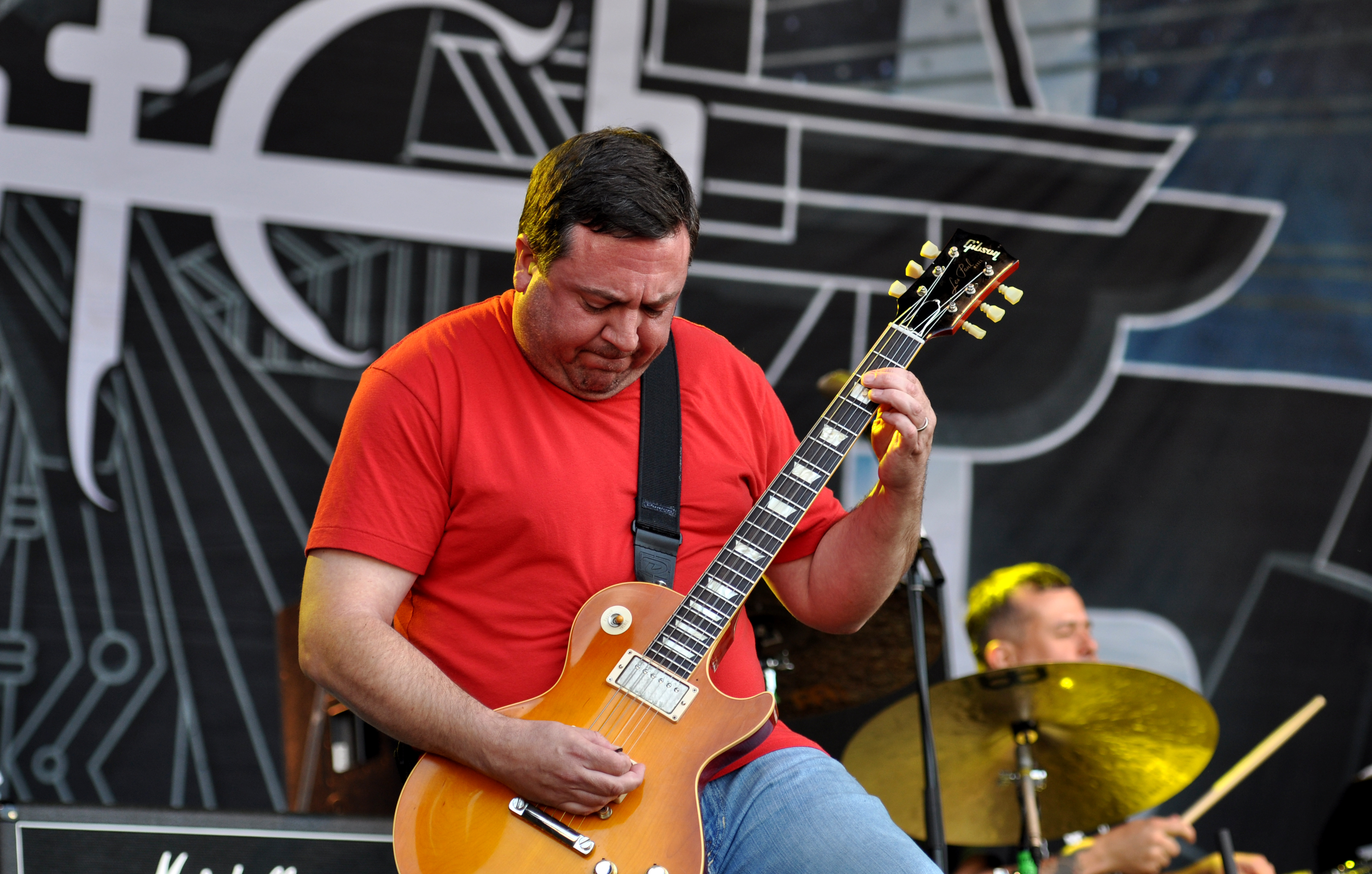
Tim Sult
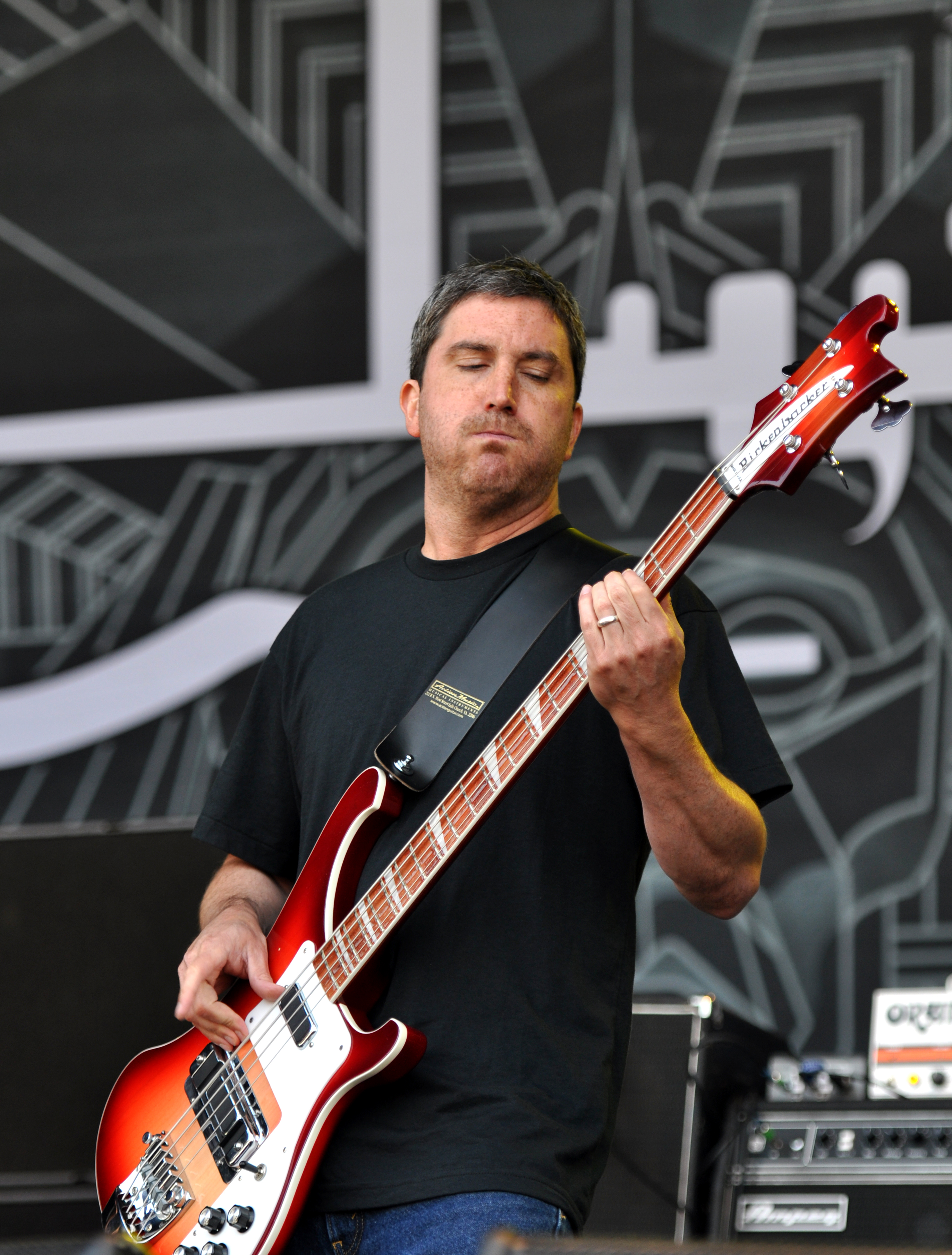
Dan Maines
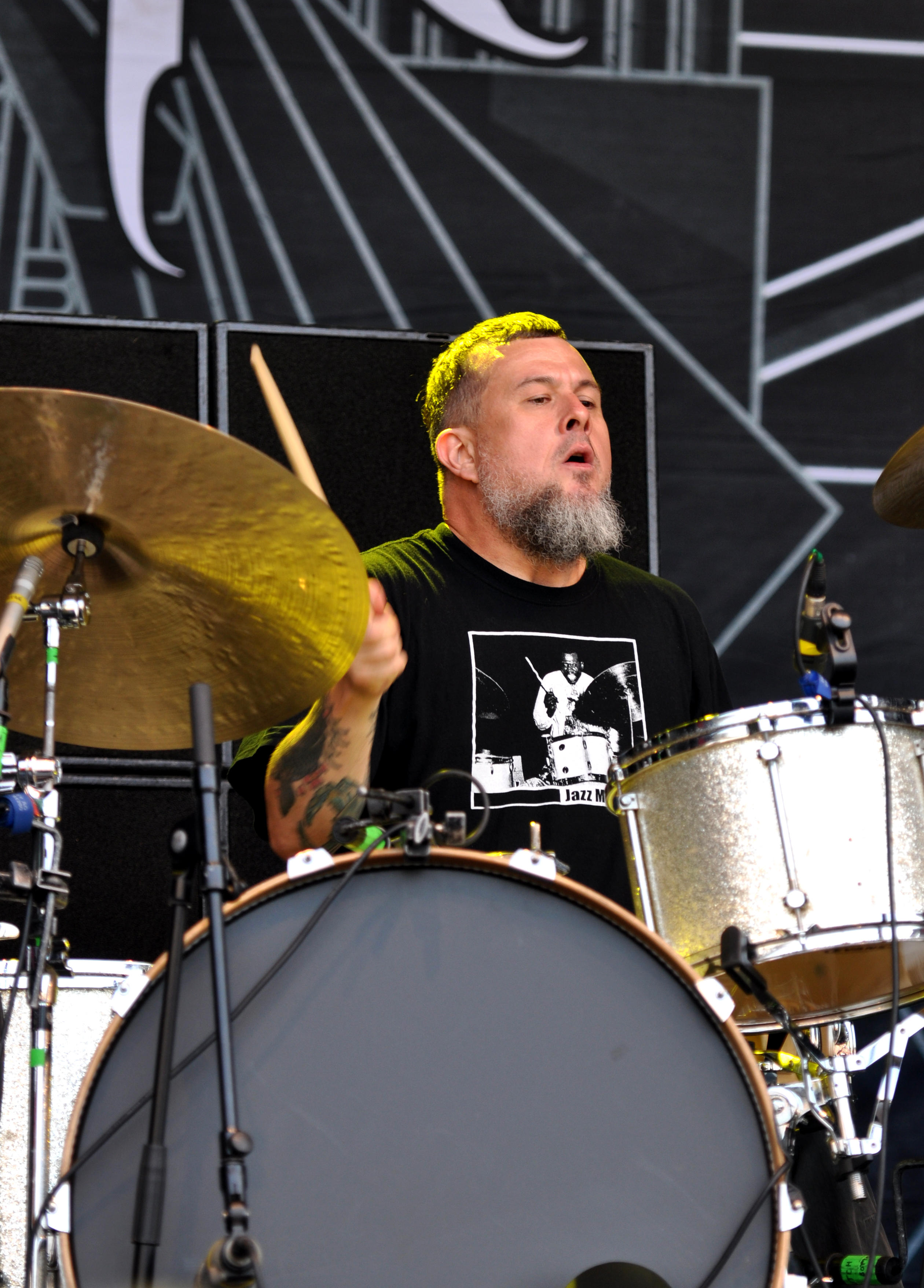
Jean-Paul Gaster

1991 gründeten Neil Fallon (Gesang), Tim Sult (Gitarre), Dan Maines (Bass) und Jean-Paul Gaster (Schlagzeug), die sich aus der Highschool in Germantown im Ostküstenstaat Maryland kannten, die Band Clutch. Bei dem kurzlebigen Kleinlabel Inner Journey Records veröffentlichte man eine EP mit vier Titeln, bei Earache Records noch einmal eine mit drei Titeln. Auf der Earache-Kompilation Naive vom Juli 1992, auf der sieben Bands mit je zwei Liedern vorgestellt wurden, war Clutch mit einem auf der EP veröffentlichten sowie einem unveröffentlichten vertreten. Diese beiden Aufnahmen fanden jedoch keine große Verbreitung, da die Coverabbildung einer Evian-Flasche nachempfunden war, wogegen der Getränkehersteller klagte und ein Vertriebsverbot erreichte. Sie erschienen 2005 noch einmal auf der Frühwerk-Kompilation Pitchfork & Lost Needles. In Verbindung mit reger Auftrittsaktivität weckten die vorgelegten Kompositionen das Interesse einiger großer Firmen, von denen Eastwest den Zuschlag erhielt.
1993 erschien Transnational Speedway League: Anthems, Anecdotes and Undeniable Truths und Eastwest schickte ihren Neuzugang weiter auf Tournee, unter anderem mit Corrosion of Conformity, Therapy?, Fu Manchu und Karma to Burn. Anschließend gab ihn das Label an die Schwesterfirma Elektra Records ab, wo 1995 der schlicht Clutch betitelte Nachfolger erschien. Nach der ersten Platte habe man das Material so oft gespielt, erklärte Tim Sult 2007, dass man es aus Gründen der Langeweile-Abwendung dauernd abgewandelt habe: Hier wurde ein Intro angefügt, dort ein Solo verändert, bisweilen wurden auch neue Liedübergänge geschaffen und so weiter. Diese neuen Sequenzen konnten dann im zweiten Album untergebracht werden. Trotz eines Absatzes von rund 100.000 Exemplaren für jedes Album hielt kein Label lange an der Band fest. Columbia Records veröffentlichte das nächste. Es heißt The Elephant Riders und nimmt damit Bezug auf das Kuriosum, dass im Amerikanischen Bürgerkrieg Elefanten eingesetzt wurden. Die republikanische Partei verwendet seitdem den Elefanten als Parteiemblem. Obwohl Columbia keinen Promotionaufwand betrieb, verkaufte sich auch dieses Album, drei Jahre nach dem letzten, respektabel. Bereits ein Jahr später lag Jam Room vor, diesmal war Spitfire Records an der Reihe gewesen.
Clutch verstand sich schon immer als Liveband und konnte dies mittels intensivem Touren sowie allen Kategorien von Auftrittsorten, von der Bar bis zur Arena, belegen. Auf Tonträgern wollte den Musikern derselbe Klang, den sie von der Bühne so liebten, nicht gelingen. Für das 2001 im Auftrag von Atlantic Records fertiggestellte Album Pure Rock Fury hatte man eigene Live-Schnipsel herangezogen und eingebaut, denn sie hatten es wieder nicht geschafft, ihren Wunschklang im Studio zu erzeugen. Neu waren auch die Gastmusiker: Sixty Watt Shaman, The-Obsessed-Sänger Scott „Wino“ Weinrich und allen voran Mountains Leslie West. West war mit Clutch bei einem Iron-Maiden-Konzert in New York in Kontakt gekommen. Tim Sult und er outeten sich dort als gegenseitige Fans. Das Resultat war nun ein Solo von West im Lied Immortal.
Hiernach gab es die ersten Live-Veröffentlichungen der Band, zusammenfallend mit weiten Konzertreisen durch die USA, in Europa und nach Japan im Bunde mit beispielsweise den Deftones und System of a Down. Im Dezember 2004 erschien – wieder bei einem anderen Label – Blast Tyrant. Das Album, das mit Akustik-Gitarren-Passagen aufwartet, wurde überwiegend in des Schlagzeugers Heimstudio in Maryland und teilweise in New Jersey aufgenommen. Die erste – und bislang einzige – Besetzungsänderung vollzog sich schleichend, weil der Organist Mick Schauer 2004 nur zum Live-Aufgebot gehörte und wenig später erst fest in die Band integriert wurde und auch an den zwei folgenden Alben mitwirkte. Zunächst war das Robot Hive / Exodus, aufgenommen in Woodstock. Abgesehen von der Bonustrack-Ausgabe endet es bluesig mit einem Stück aus der Feder von Mississippi Fred McDowell und der Coverversion Who’s been Talking von Howlin’ Wolf.

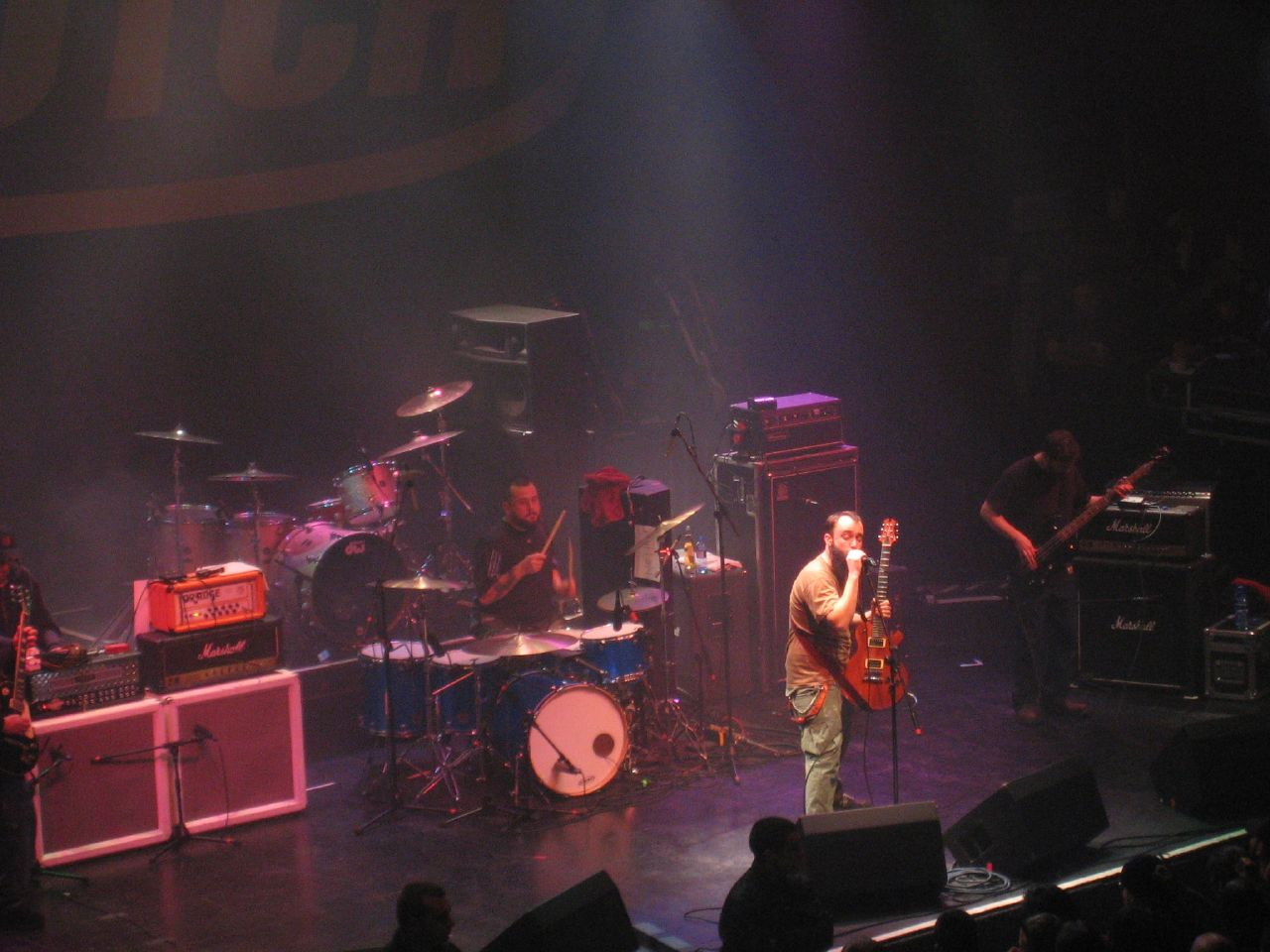
Clutch (2006)

Im Herbst 2006 begab sich die Band zusammen mit Produzent Joe Barresi (Kyuss, Queens of the Stone Age, Melvins, Tool) ins Studio, um From Beale Street to Oblivion einzuspielen. Sie fand ein Rezept, wie man „live“ klingen kann, nämlich jedes Lied am Stück aufzunehmen, nicht häppchenweise. Ferner auf Übertechnisierung, wie sie heutige digitale Produktionen mit sich bringen, zu verzichten. Dafür griff man auf ein altes Verfahren, die so genannte „Bandmaschine“, zurück. In den Läden stand das Werk im März 2007. Der Refrain des Liedes Electric Worry fand später im Trailer des Survival Horror Games Left 4 Dead 2 Verwendung.
Die Verbindung mit dem Label DRT Entertainment hielt drei Alben lang, doch dann widerte die Band dessen Kommerzgedanke an. Es folgte die Gründung einer eigenen Plattenfirma, die „Weathermaker Music“ genannt wurde. Dort erschien 2008 die Medienkombination Full Fathom Five: Audio Field Recordings 2007–2008 (Live) mit Hör- und Sehproben von Shows in New Jersey, Pittsburgh und Sydney, genauso wie alle nachfolgenden regulären Veröffentlichungen von Clutch und dem seit Ende der 1990er nebenher laufenden Psychedelic-Instrumentalprojekt The Bakerton Group. Zwischen den Veröffentlichungsterminen von Strange Cousins from the West (2009) und Earth Rocker (2013) lagen vier Jahre. Die Vorbereitungszeit für Earth Rocker war ungewöhnlich lang, dafür gingen die Musiker vollends vorbereitet ins Studio, im Gegensatz zu früher, als sie noch am Aufnahmeort Melodien, Texte und Arrangements entwickelt hatten. Das Album stieg auf #15 in die Billboard-Charts ein – die bislang höchste Platzierung der Band.

## Stil
Rezensenten haben bei Stilangaben oftmals unterschiedliche Empfindungen und Assoziationen. Bei Clutch kommt noch erschwerend hinzu, dass die Band über einen langen Zeitraum aktiv ist und gewissermaßen von Album zu Album eine Entwicklung durchlaufen hat. John Bush von Allmusic leitete seine Künstlerbiografie mit der Feststellung ein, Clutch kombiniere Elemente des Funk, Led Zeppelin und Metal mit von Faith No More inspiriertem Gesang. Andere Journalisten gingen differenziert auf die verschiedenen Alben beziehungsweise Zeiten ein. Vergleicht man alle Meinungen, herrscht einigermaßen Konsens, dass die Entwicklung von Clutch von einem hardcoremäßigen Stil (häufig genannt: Helmet) über eine traditionelle Rock-Phase und eine Stoner-Rock-Periode hin zum Bluesrock verlief.

### 1991–1998
In der Biografie auf laut.de heißt es, das Debüt besteche „durch eine langsam dröhnende Schwere mit Riffs der Marke Helmet und einem eigenartig rauen Gesang“. Christian Kruse schrieb für den Metal Hammer, Clutch sei zunächst eine Post-Hardcore-/Noise-Band in der Art von Helmet und The Jesus Lizard gewesen. Im Guitarplayer befragte Darrin Fox Gitarrist Tim Sult, der zu Protokoll gab, auf dem ersten Album von Black Flag und Minor Threat beeinflusst worden zu sein, aber die Nacheiferung der Idole in seinen jüngeren Jahren wie Jimmy Page, Ritchie Blackmore, Tony Iommi und Billy Gibbons, sei als grundsolide Ausbildung und Basis für die Punk-Phase anzusehen. Laut.de charakterisiert Album Nummer zwei als „weniger am Hardcore“ orientiert, „sondern mehr an anderen Vorbildern wie Black Sabbath oder Led Zeppelin“. Die Website beruft sich dabei auf Sult und Gaster, die diese Bands sowie die Doom-Bands The Obsessed und Wretched als „Quelle der Inspiration“ angegeben hätten. Schließlich fällt noch der Begriff Stoner Rock, relativiert durch die Band, die ihn von sich weise. Wolf Kohl meinte im Metal Hammer, die Musik klänge wie „Black Sab[bath] durch einen Funk-Fleischwolf genudelt“. Im selben Heft umriss Henning Richter den Stil als Mischung aus Corrosion of Conformity, Trouble, Fu Manchu und Captain Beefheart. The Elephant Riders sei „drogenverdächtig irre“, denn „die ultraschweren Kracher schleppen sich aus den Boxen wie hungrige Dickhäuter. Die indianermäßigen Gesänge, bleiernen Riffs und durchgedrehten Texte werden denn auch von einem einfachen, stampfenden Beat begleitet. Und auf zwei Songs stimmt gar noch eine melancholisch/jazzige Posaune ein.“

### 1999–2002
Andreas Schöwe, ebenfalls für den Metal Hammer tätig, empfand das 1999 live Gehörte als „Sleaze Rock mit Hardcore-Vocals“. Im Rock Hard schrieb Thomas Kupfer über diesen Auftritt, er höre eine „Mischung aus Alice-in-Chains-Harmonien und noisigen Tool-Einflüssen“ heraus. In einem in Berlin abgehaltenen Konzert machte Andreas Kohl in einem Bericht für das Visions „zappaeske Improvisationsorgien“ aus. Auf das Album Pure Rock Fury bezog Thorsten Zahn (Metal Hammer) sein Fazit, es handele sich um bluesigen Hard Rock. Zum zugewiesenen Begriff „Stoner Rock“ meinte Neil Fallon 2001 im Metal Hammer-Interview: „Man hat uns auch schon in diese Schublade geschmissen, weil es keine bessere Kategorie gibt. Ich habe freilich noch keine Band getroffen, die diese Einordnung begrüßt hätte. Es erniedrigt den Wert deiner Musik. Da geht’s doch nur um Drogen, nach dem Motto: Wir rauchen mehr Pot als ihr.“

### 2003–2006
Die Begutachtung des Live-Albums Live at the Googolplex veranlasste Henning Richter auf die Anfänge von Clutch und den aktuellen stilistischen Entwicklungsstand einzugehen. Als Hardcore-Band gestartet, hätten inzwischen auch ZZ-Top-Lockerheit, Jazz-Unbekümmertheiten und Space-Rock-Ausflüge Einzug gehalten. Das nächste Studio-Album (Blast Tyrant) ist laut Matthias Mineur „einfallsreiche[r] Heavy Rock“. Er legte sich nach Assoziationen in verschiedene Richtungen, die auch Altmeister wie Led Zeppelin und Frank Zappa beinhalteten auf die höchste Ähnlichkeitsrate mit Audioslave und Queens of the Stone Age fest. Elmar Salmutter, ein weiterer Metal-Hammer-Autor, befand Clutch sei „Kiffer-Rock“, nahe an „Monster Magnet zu Spine of God-Zeiten“. Dem wurde die Meinung von Neil Fallon gegenübergestellt, der auf Urwüchsigem, namentlich Rock und Blues, beharrte. Nils Klein sah in seiner Robot Hive / Exodus-Besprechung für das Visions ein Dilemma in der gebotenen Stilvielfalt, die noch dazu durch abrupte Richtungswechsel und häufige Endlos-Improvisationen angereichert sei. Ihm kamen Vergleiche mit den Spiritual Beggars, Rage Against the Machine oder Henry Rollins in den Sinn. Einen klaren „Stoner-Blues-Rock“ hätte er angenehmer empfunden. Im Metal Hammer fragte sich Matthias Mineur, ob man den Stil nun Retro Rock, Stoner Rock oder Bluesrock nennen müsse. Auf jeden Fall sei Clutch mit Queens of the Stone Age vergleichbar. Da von verschiedener Seite Kritik zu vernehmen gewesen war, stellte Sult fest: „[…] um wirklich Einfluss zu nehmen, darf echte Kunst nicht der Masse gefallen.“

### 2007–2014

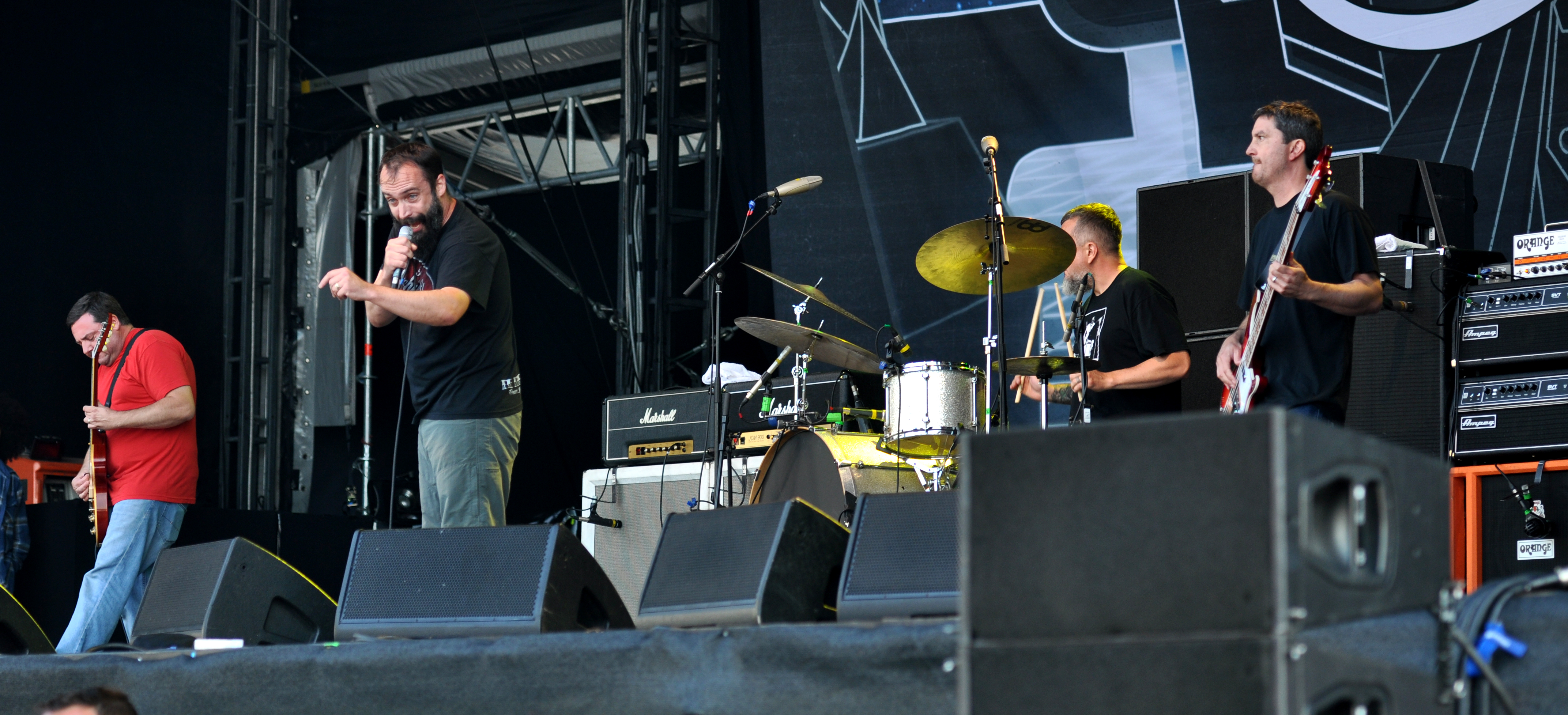
Clutch (2013)

Martin Schmidt tat sich im unclesally*s 2007 nicht schwer mit der Begriffsfindung „Bluesrock“. Vor dem Album From Beale Street to Oblivion hätten aber die Vergleiche mit Helmet, Corrosion of Conformity und Queens of the Stone Age durchaus gepasst. Auch Darrin Fox stellte fest, dass auf dem 2007er Album plötzlich ZZ Top die Assoziationskette anführt, weshalb ihm die Bluesrock-Zurechnung eindeutig erscheint. Christof Leim blieb im Metal Hammer weiter dem Mischungsgedanken verhaftet, indem er mit den Genres Stoner Rock, Rock, Swing und Blues hantierte und als Orientierung eine aus Fu-Manchu- und Pothead-Mitgliedern bestehende Band, die Led-Zeppelin-Klassiker spielt, imaginierte. Als verbindendes Element sah er den Retro-Gedanken. Der im Metal Hammer publizierende Frank Thiessies fand noch Spuren des Stoner Rock in Strange Cousins from the West, klassifizierte das Material aber zum Bluesrock. Er vermeinte ein akustisches Aufblitzen von Monster Magnet, Led Zeppelin und Lynyrd Skynyrd zu vernehmen. Aber Clutch mische auch auf der musikalischen Farbpalette „von Black Sabbath bis Blackfoot“. Im Konzert vernahm er dann „filigran-feinfühlige[n] und zuweilen funkige[n] Stoner-Sound“. Die Hinwendung zur harten Spielart des Bluesrock nahm auch Christian Kruse zur Kenntnis, wollte jedoch nicht die Reste von Stoner Rock und Post-Grunge unterschlagen. Über Earth Rocker schreibt laut.de, dass es sich dabei um Hardrock der 1970er Jahre und gleichermaßen Blues handele. Die Musiker selbst bringen allerdings wieder einen neuen Begriff ins Spiel: Es sei ein bodenständiges Rock’n’Roll-Album.

### Texte und Gesang
Die Texte, meist spontan geschrieben von Sänger Neil Fallon selbst, sind ernst und aggressiv gesungen, dabei mitunter humorvoll und scharfsinnig. Ursprung und Bedeutung bleiben den Bandkollegen oft verborgen. Fallon: „Oftmals machen meine Zeilen keinen Sinn, aber wenn die Worte gut klingen, dann ist mir das wichtiger als Logik. Ich nutze die Technik des Bewusstseinsstroms, lasse alle meine Einfälle aus mir herausfließen. Oft brauche ich ein paar Jahre, um herauszufinden, was der Song meint.“ In einem anderen Interview erläuterte er: „Wie der Fan meine Texte interpretiert, ist genauso richtig oder falsch wie meine eigene Interpretation.“ Von „markigem Gesang“ war in Henning Richters Artikel die Rede. Ausführlicher beschrieb ihn Nils Klein: „Ein Übriges trägt Frontmann Neil Fallon bei, der sich mit seinem markant-sonoren Organ durch die […] Songs singt, brüllt und spricht.“ Die stilistisch nicht festgelegte Band Mastodon brauchte 2004 für das den betrunken Anweisungen schreienden Kapitän Ahab (aus Moby-Dick) darstellende Lied Blood and Thunder einen geeigneten Interpreten und fand ihn in Fallon.

## Diskografie

### Studioalben
- 1993: Transnational Speedway League: Anthems, Anecdotes and Undeniable Truths (Eastwest)
- 1995: Clutch (Elektra Records)
- 1998: The Elephant Riders (Columbia Records)
- 1999: Jam Room (Spitfire Records)
- 2001: Pure Rock Fury (Atlantic Records)
- 2004: Blast Tyrant (DRT Entertainment)
- 2005: Robot Hive / Exodus (RTE/DRT Entertainment)
- 2007: From Beale Street to Oblivion (DRT Entertainment)
- 2009: Strange Cousins from the West (Weathermaker Music)
- 2013: Earth Rocker (Weathermaker Music)
- 2015: Psychic Warfare (Weathermaker Music)
- 2018: Book of Bad Decisions (Weathermaker Music)
- 2022: Sunrise on Slaughter Beach (Weathermaker Music)

### Livealben
- 2002: Live at the Googolplex (Megaforce Records)
- 2004: Live in Flint, Michigan (Doppel-CD, Weathermaker Music)
- 2007: Heard It All Before: Live at the HiFi Bar (New Found Frequency)
- 2008: Live at the Corner Hotel (New Found Frequency)
- 2008: Full Fathom Five: Audio Field Recordings 2007–2008 (Live) (Weathermaker Music)
- 2014: Earth Rocker – Live! (Weathermaker Music)

### Kompilationen
- 2003: Slow Hole to China: Rare and Unreleased (Weathermaker Records)
- 2005: Pitchfork & Lost Needles (Megaforce Records)
- 2009: Slow Hole to China: Rare and Re-released (Weathermaker Music)
- 2014: Summer Sound Attack (Weathermaker Music)
- 2015: La Curandera (Weathermaker Music)

### EPs
- 1991: Pitchfork (Inner Journey Records)
- 1992: Passive Restraints (Earache Records)
- 1997: Impetus (Earache Records)
- 2001: Careful with That E.P. (Atlantic Records)
- 2012: Pigtown Blues (Weathermaker Music)

### Singles
- 1995: Tight Like That
- 1998: The Elephant Riders
- 2001: Careful with That Mic…
- 2001: Immortal
- 2002: Pure Rock Fury
- 2004: The Mob Goes Wild
- 2005: 10001110101
- 2005: Mice and Gods
- 2007: Electric Worry
- 2009: 50,000 Unstoppable Watts
- 2012: Pigtown Blues
- 2013: Earth Rocker
- 2013: Crucial Velocity

### Videoalben
- 2008: Full Fathom Five: Video Field Recordings (2007–2008)
- 2010: Clutch: Live at the 9:30
- 2013: Clutch: Earth Rocker Live

### Musikvideos
| Jahr | Song                     | Regisseur                       |
| ---- | ------------------------ | ------------------------------- |
| 1992 | Wicker                   | Hillary Johnson, Melissa Alonso |
| 1993 | A Shogun Named Marcus    | Dan Winters                     |
| 1998 | The Soapmakers           | Unknown                         |
| 2002 | Pure Rock Fury           | Stephen Smith                   |
| 2004 | The Mob Goes Wild        | Bam Margera                     |
| 2005 | Burning Beard            | Jeremy Hunt                     |
| 2007 | Electric Worry           | Stephen Smith                   |
| 2009 | 50,000 Unstoppable Watts | Jeremy Hunt                     |
| 2013 | Crucial Velocity         | Aisha Tyler                     |
| 2015 | X-Ray Visions            | Dan Winters                     |
| 2016 | Gone Cold                | ???                             |
| 2016 | A Quick Death in Texas   | ???                             |
| 2018 | Gimme the Keys LV        | ???                             |
| 2018 | How To Shake Hands       | ???                             |
| 2018 | Hot Bottom Feeder        | ???                             |
| 2018 | In Walks Barbarella      | ???                             |
| 2019 | Ghoul Wrangler           | David Brodsky                   |
| 2019 | Evil                     | David Brodsky                   |
| 2019 | Fortunate Son            | David Brodsky                   |